# 안정화된 상
시각학(vision science)에서 안정화된 상(stabilized image)은 망막에 움직이지 않고 유지되는 상을 말한다.

## 같이 보기
- 고정 (시각)
- 상
- 이미지
- 영상
- 홱보기
- 부드런 따라보기